# Jerzy Piskun
Jerzy Piskun, né le 4 juin 1938 à Pinsk (Pologne, actuellement Biélorussie) et mort le 16 juillet 2018 à Varsovie (Pologne), est un joueur polonais de basket-ball.

## Palmarès
- Finaliste du championnat d'Europe 1963
- 3e du championnat d'Europe 1965